# René Laurens de La Barre
Pour les articles homonymes, voir De La Barre.
René Laurens de la Barre  dit  le « Président La Barre », (né à Mortain en 1536 et mort en 1628) fut président en l'élection de Rouen.
On lui doit plusieurs ouvrages sur les monnaies et un volume sur les charges des élus et des contrôleurs, ainsi qu'une traduction de L'Apologétique de Tertullien, en 1580.
Après avoir suivi des études à Paris, il suit un moment la Cour, avant de visiter l'Italie puis les diverses contrées de Suisse et d'Allemagne. En 1595, il est nommé premier président en l’élection de Mortain.

## Publications
- Opera TERTULLIANI et ARNOBII QVOTQVOT, Paris, 1580
- Traduction de la vie de Saint-Guillaume Firmat[2], 1612,
- Nouveau formulaire des esleuz, Auquel sont contenues et déclarées les functions et devoirs desdits Officiers, et Sommairement ce qu'ils sont tenus sçavoir et faire pour l'acquit de leur charge. Troisième Édition, revue et corrigée. Paris, Robinot, 1628. Dans cet ouvrage de près de 750 pages, l'auteur fait preuve d'une certaine liberté de pensée tout au long des sept "livres" qui le composent, évoquant divers usages et organisations sous les règnes de Charles VII à Louis XIII. Comme l'indique en 1850, M. Léopold Delisle (de L'École des Chartres),"C'est un livre très curieux et trop peu connu"..."il s'y trouve, en effet, mille choses qu'on ne soupçonnerait pas et qu'on chercherait vainement ailleurs"[3]. Le livre VII est entièrement consacré aux vignes et "breuvages de l'homme" avec d'importantes considérations sur le vin en France, les origines du vin (Antiquité, vins à l'étranger), les civilisations hostiles au vin, les usages du vin, des digressions médicales, des notes sur les auteurs ayant écrit sur le vin, des anecdotes curieuses, les vignes arrosées de sang, les coutumes de la boisson. la température du vin, les mélanges, les glaçons dans le verre, boire dans des cornes, les impôts sur le vin, les facultés du vin, la bière et les autres boissons, le vin dans l'assaisonnement des viandes, le plaisir de boire, les breuvages des autres peuples (Italie, turcs, canibales), les 195 façons de breuvages, le cidre, les poirés, les tavernes. hostelleries, cabarets.

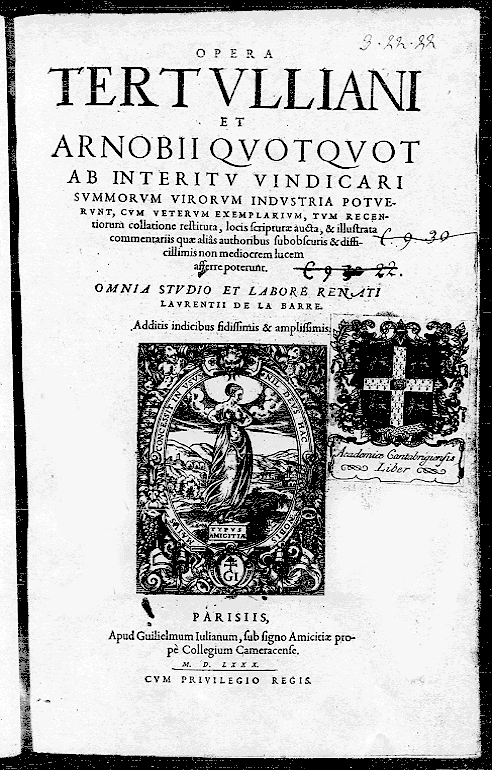
Traduction de Tertullien par Laurentii de la Barre
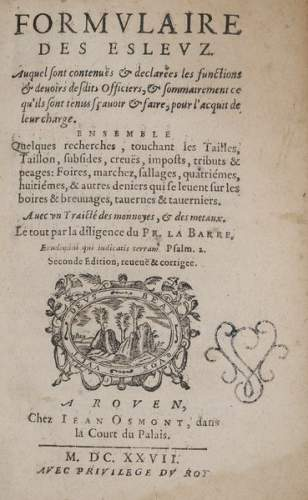
Formulaire des esleuz, René-Laurent de la Barre, 1627